# Wahlen zum Senat der Vereinigten Staaten 1962
Die Wahlen zum Senat der Vereinigten Staaten 1962 zum 88. Kongress der Vereinigten Staaten fanden am 6. November statt. Sie war Teil der Wahlen in den Vereinigten Staaten an diesem Tag, den Halbzeitwahl (engl. midterm election) in der Mitte von Präsident John F. Kennedys Amtszeit. Dessen friedliche Bewältigung der Kubakrise half den Demokraten, ihre Mehrheit im Senat auszubauen.
Zur Wahl standen die 34 Sitze der Klasse III, außerdem fanden 5 Nachwahlen für vorzeitig aus dem Amt geschiedene Senatoren statt. 21 dieser Senatoren gehörten der Demokratischen Partei an, 18 den Republikanern. 29 Senatoren wurden wiedergewählt, 17 Demokraten und 12 Republikaner. 2 bisher demokratische Sitze gingen an die Republikaner, im Gegenzug konnten die Demokraten 6 Sitze von den Republikanern gewinnen. Insgesamt konnten die Demokraten ihre Mehrheit von 64 Sitzen damit auf 68 ausbauen, während die Republikaner von 36 auf 32 fielen. Kurz nach der Wahl verstarb der demokratische Senator Dennis Chavez aus New Mexico (der nicht zur Wahl gestanden hatte). Der republikanische Gouverneur Edwin L. Mechem, der seine Wiederwahl verpasst hatte, trat daraufhin zurück, sein Nachfolger Tom Bolack ernannte ihn anschließend zum Senator. Damit lag das Parteiverhältnis bei Zusammentritt des Senats bei 67 zu 33.
Zu Veränderungen nach der Wahl siehe auch Liste der Mitglieder des Senats im 88. Kongress der Vereinigten Staaten.

## Ergebnisse

### Nachwahlen zum 87. Kongresses
Die Inhaber der hier zur Wahl stehenden Sitze wurden als Ersatz für ausgeschiedene Senatoren ernannt, die Wahlen fanden gleichzeitig mit der Wahl zum 88. Kongress statt. Die Gewinner dieser Wahlen wurden vor dem 3. Januar 1963 in den Senat aufgenommen, also während des 87. Kongresses.
| Staat         | Amtierender Senator | Partei       | Nachwahl  | Ergebnis                | Neuer Senator      |
| ------------- | ------------------- | ------------ | --------- | ----------------------- | ------------------ |
| Idaho         | Len Jordan          | Republikaner | Klasse II | bestätigt               | Len Jordan         |
| Kansas        | James B. Pearson    | Republikaner | Klasse II | bestätigt               | James B. Pearson   |
| Massachusetts | Benjamin A. Smith   | Demokrat     | Klasse I  | von Demokraten gehalten | Edward Kennedy     |
| New Hampshire | Maurice J. Murphy   | Republikaner | Klasse II | Zugewinn Demokraten     | Thomas J. McIntyre |
| Wyoming       | John Joseph Hickey  | Demokrat     | Klasse II | Zugewinn Republikaner   | Milward L. Simpson |

- bestätigt: ein als Ersatz für einen ausgeschiedenen Senator ernannter Amtsinhaber wurde bestätigt.

### Wahlen zum 88. Kongress
Die Gewinner dieser Wahlen wurden am 3. Januar 1963 in den Senat aufgenommen, also bei Zusammentritt des 88. Kongresses. Alle Sitze dieser Senatoren gehören zur Klasse III.
| Staat          | Amtierender Senator    | Partei       | Ergebnis                | Neuer Senator          |
| -------------- | ---------------------- | ------------ | ----------------------- | ---------------------- |
| Alabama        | J. Lister Hill         | Demokrat     | wiedergewählt           | J. Lister Hill         |
| Alaska         | Ernest Gruening        | Demokrat     | wiedergewählt           | Ernest Gruening        |
| Arizona        | Carl Hayden            | Demokrat     | wiedergewählt           | Carl Hayden            |
| Arkansas       | J. William Fulbright   | Demokrat     | wiedergewählt           | J. William Fulbright   |
| Colorado       | John A. Carroll        | Demokrat     | Zugewinn Republikaner   | Peter H. Dominick      |
| Connecticut    | Prescott Bush          | Republikaner | Zugewinn Demokraten     | Abraham A. Ribicoff    |
| Florida        | George Smathers        | Demokrat     | wiedergewählt           | George Smathers        |
| Georgia        | Herman Talmadge        | Demokrat     | wiedergewählt           | Herman Talmadge        |
| Hawaii         | Oren E. Long           | Demokrat     | von Demokraten gehalten | Daniel Inouye          |
| Idaho          | Frank Church           | Demokrat     | wiedergewählt           | Frank Church           |
| Illinois       | Everett Dirksen        | Republikaner | wiedergewählt           | Everett Dirksen        |
| Indiana        | Homer E. Capehart      | Republikaner | Zugewinn Demokraten     | Birch Bayh             |
| Iowa           | Bourke B. Hickenlooper | Republikaner | wiedergewählt           | Bourke B. Hickenlooper |
| Kalifornien    | Thomas Kuchel          | Republikaner | wiedergewählt           | Thomas Kuchel          |
| Kansas         | Frank Carlson          | Republikaner | wiedergewählt           | Frank Carlson          |
| Kentucky       | Thruston B. Morton     | Republikaner | wiedergewählt           | Thruston B. Morton     |
| Louisiana      | Russell B. Long        | Demokrat     | wiedergewählt           | Russell B. Long        |
| Maryland       | John M. Butler         | Republikaner | Zugewinn Demokraten     | Daniel Brewster        |
| Missouri       | Edward V. Long         | Demokrat     | wiedergewählt           | Edward V. Long         |
| Nevada         | Alan Bible             | Demokrat     | wiedergewählt           | Alan Bible             |
| New Hampshire  | Norris Cotton          | Republikaner | wiedergewählt           | Norris Cotton          |
| New York       | Jacob K. Javits        | Republikaner | wiedergewählt           | Jacob K. Javits        |
| North Carolina | Sam Ervin              | Demokrat     | wiedergewählt           | Sam Ervin              |
| North Dakota   | Milton Young           | Republikaner | wiedergewählt           | Milton Young           |
| Ohio           | Frank J. Lausche       | Demokrat     | wiedergewählt           | Frank J. Lausche       |
| Oklahoma       | A. S. Mike Monroney    | Demokrat     | wiedergewählt           | A. S. Mike Monroney    |
| Oregon         | Wayne Morse            | Demokrat     | wiedergewählt           | Wayne Morse            |
| Pennsylvania   | Joseph S. Clark        | Demokrat     | wiedergewählt           | Joseph S. Clark        |
| South Carolina | Olin D. Johnston       | Demokrat     | wiedergewählt           | Olin D. Johnston       |
| South Dakota   | Joseph H. Bottum       | Republikaner | Zugewinn Demokraten     | George McGovern        |
| Utah           | Wallace F. Bennett     | Republikaner | wiedergewählt           | Wallace F. Bennett     |
| Vermont        | George Aiken           | Republikaner | wiedergewählt           | George Aiken           |
| Washington     | Warren G. Magnuson     | Demokrat     | wiedergewählt           | Warren G. Magnuson     |
| Wisconsin      | Alexander Wiley        | Republikaner | Zugewinn Demokraten     | Gaylord Nelson         |

- wiedergewählt: ein gewählter Amtsinhaber wurde wiedergewählt.